# Association sportive de Porto-Vecchio (football)
 (août 2012).
Si vous disposez d'ouvrages ou d'articles de référence ou si vous connaissez des sites web de qualité traitant du thème abordé ici, merci de compléter l'article en donnant les références utiles à sa vérifiabilité et en les liant à la section « Notes et références ».
L'Association sportive Porto Vecchio est un club corse de football fondé en 1935.
Le club joue ses matchs à domicile au Stade du Prunello.

## Histoire
En 1999-2000, l'AS Porto Vecchio réalise un exploit en Coupe de France, en arrivant en 16e de finale, c'est à ce stade qu'ils se feront éliminer par les Girondins de Bordeaux au stade de Furiani à Bastia sur le score de 4-1.
Le club corse évolue en 2008-2009 en Promotion d'honneur après avoir été relégué de CFA 2 au printemps 2007 puis de Division d'honneur au printemps 2008.
À l'issue de cette saison 2008-2009, le club termine 3e derrière l'AS Casinca et l'ASC Pieve di Lotta. En 2009-2010, le club évolue de nouveau en Division d'honneur Corse.
Actuellement, le club joue en Régional 2, la septième division française. Le club commence sa saison 2023-2024 par une défaite contre le  FC Eccica. L'équipe se ressaisit lors de la troisième journée face à Bonifacio. Le début de sjaosn reste tout de même mitigé avec de nombreuses victoires mais également des défaites évitable. Après 7 journées de championnat, l'équipe se classe à la cinquième place à huit longueur du leader.

## Palmarès
- Champion de CFA2 groupe G : 1998
- Champion de DH Corse : 1973 et 2006
- Vainqueur de la Coupe de Corse : 1972

### Classements récents
- Saison  1991/1992 :  1re D.Honneur Ligue Corse  Accession en CFA2
- Saison  1992/1993 :  11e National 3 (CFA2)  Groupe H
- Saison  1993/1994 :  11e National 3 (CFA2)  Groupe H
- Saison  1994/1995 :  4e National 3 (CFA2)  Groupe H
- Saison  1995/1996 :  8e National 3 (CFA2)  Groupe H
- Saison  1996/1997 :  9e National 3 (CFA2)  Groupe H
- Saison  1997/1998 :  1re CFA2 Groupe G  accession au CFA
- Saison  1998/1999 : 14e CFA Groupe B
- Saison  1999/2000 :  6e CFA Groupe B
- Saison  2000/2001 : 18e CFA Groupe B  Descente en CFA2
- Saison  2001/2002 : 10e CFA2 Groupe D
- Saison  2002/2003 :  7e CFA2 Groupe D
- Saison  2003/2004 : 14e CFA2 Groupe D Descente en DH
- Saison  2004/2005 :  5e D.Honneur Ligue Corse
- Saison  2005/2006 :  1re D.Honneur Ligue Corse  Accession en CFA2
- Saison  2006/2007 : 15e CFA2 Groupe C  Descente en DH
- Saison  2007/2008 : 14e D.Honneur Ligue Corse, Descente en P.Honneur
- Saison  2008/2009 :  2e P.Honneur, Accession en DH
- Saison  2009/2010 :  8e D.Honneur Ligue Corse
- Saison  2010/2011 :  3e D.Honneur Ligue Corse

- Saison  2011/2012 :  2e D.Honneur Ligue Corse

- Saison  2012/2013 :  2e D.Honneur Ligue Corse

- Saison  2013/2014 :  8e D.Honneur Ligue Corse

- Saison  2014/2015 :  7e D.Honneur Ligue Corse

- Saison  2015/2016 : 11e D.Honneur Ligue Corse, Descente en P.Honneur

- Saison  2016/2017 :  Regional 2 Corse
- Saison  2017/2018 :  Regional 2 Corse
- Saison  2018/2019 :  Regional 2 Corse, Ascension en Regional 1
- Saison  2019/2020 :  10e Regional 1
- Saison  2020/2021 :  Regional 1
- Saison  2021/2022 :  13e Regional 1, Descente en Regional 2
- Saison  2022/2023 :  Regional 2
- Saison  2023/2024 : Champion de Régional 2, Ascension en Regional 1
- Saison  2024/2025 : 5e Regional 1

## Entraîneurs
- 19??-19?? :  Jean-Pierre Destrumelle
- 1999-2000 :  François Ciccolini
- 2006-2008 :  Dominique Veilex
- 2008-2012 :  Patrick Van Kets
- 2012-2013 :  Nicolas Genniarelli
- 2013-2014 :  Patrick Bertin
- 2017-2019 :  Nicolas Bonnal
- 2019- :  Jean-François Mela[réf. nécessaire]